# Tempesta di Mare

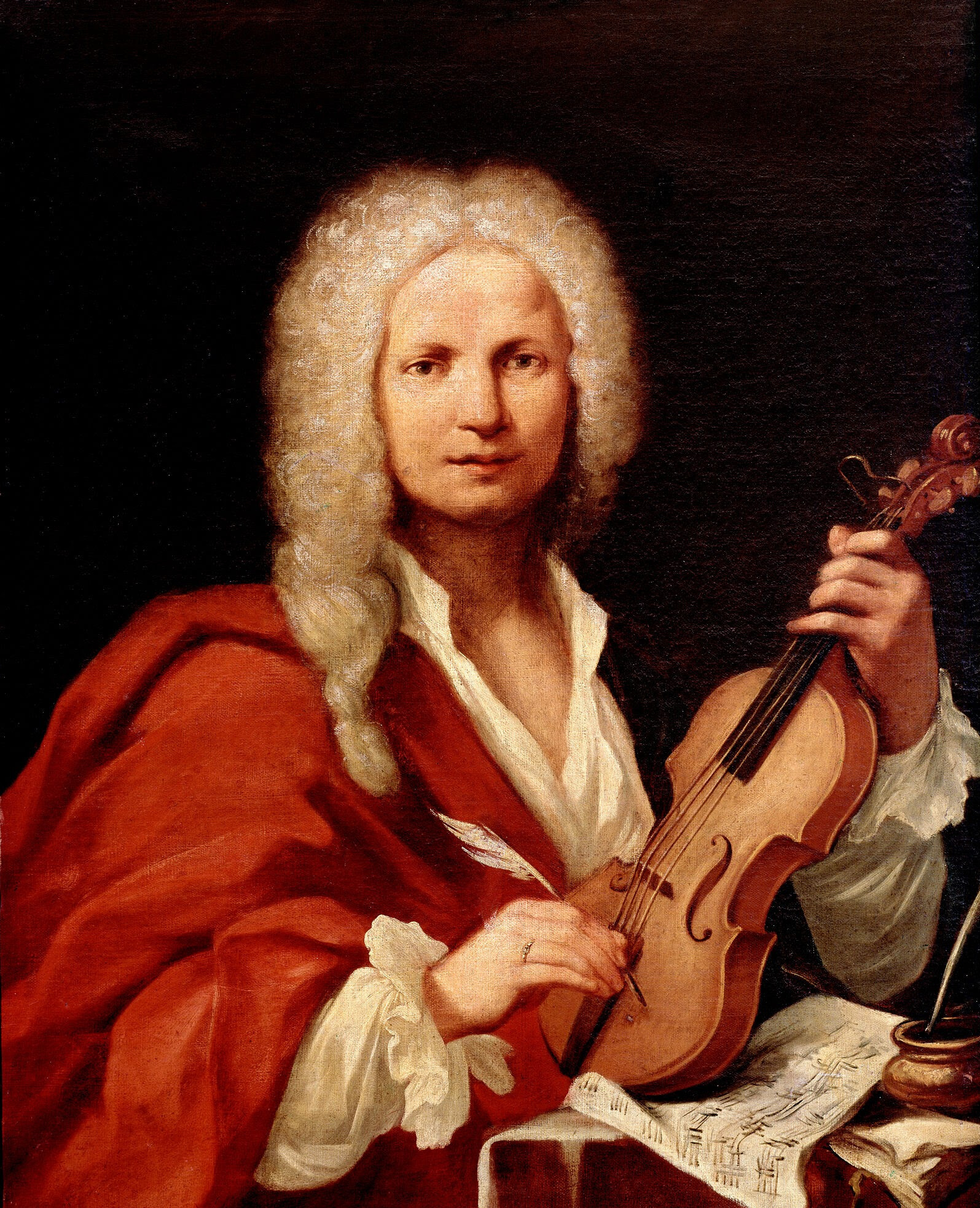
Vivaldi

La Tempesta di Mare – koncert Es-dur "Burza na morzu" ("La Tempesta di Mare"), RV 253 - piąty z koncertów skrzypcowych umieszczony ze zbioru Il cimento dell'armonia e dell'inventione, op. 8, z roku 1725. W tym utworze Vivaldi rozwija koncepcje muzycznego oddania burzy morskiej, którą potem naśladowali inni kompozytorzy.